# Take-Two Interactive
Take-Two Interactive é uma multinacional americana publicadora, desenvolvedora e distribuidora de videogames e periféricos de videogame. A Take-Two é a proprietária integral da Rockstar Games e 2K Games. A sede da empresa está em Nova Iorque, com sede internacional em Windsor, Reino Unido. Locais de estúdio de desenvolvimento incluem San Diego, Vancouver, Toronto e Novato, Califórnia. A Take-Two tem publicado muitos jogos notáveis, incluindo a sua mais famosa série Grand Theft Auto e também as séries Red Dead, Borderlands e Civilization. Como também proprietária da 2K Games, também publica os títulos populares da 2K Sports.

## História

### 1993-2004
A Take-Two foi fundada em 1993 por Ryan Brant, filho de Peter Brant, herdeiro papel de jornal e coproprietário do Interview. Em março de 1998, a Take-Two se fortaleceu em uma série de áreas, adquirindo a BMG Interactive da Bertelsmann AG por aproximadamente $14,2 milhões. A Take 2 publicou um jogo chamado "Rats!" (Reservoir Rat) em 1998, desenvolvido pela Tarantula Games. Mais tarde, a BMG Interactive foi renomeada Rockstar Games no final de 1998.
Em fevereiro de 1999, a Take-Two publicou o jogo Biosys através da empresa Jumpstart Interactive. O jogo é uma aventura point-and-click que segue o protagonista Professor Universitário Alan Russell. Ocorre dentro da instalação ecológica ficcional, Biosphere Four. Em julho de 1999, a Take-Two publicou Hidden & Dangerous, um dos primeiros shooters táticos de primeira/terceira pessoa, e sua sequela Hidden & Dangerous 2 em 2003. Em 2004, a Take-Two pagou US$ 22,3 milhões para a Infogrames para os direitos da série Civilization.

### 2005-presente
Em 2005, a Take-Two começou uma série de aquisições, gastando mais de US$ 80 milhões comprando desenvolvedoras de games. Ela comprou por US$ 32 milhões os estúdios de desenvolvimento Visual Concepts e Kush Games, por US$ 11,4 milhões o Gaia Capital Group e por cerca de US$ 11,8 milhões o estúdio Irrational Games, que desenvolveu Freedom Force vs the 3rd Reich. A Take-Two formou as editoras 2K Games e 2K Sports para gerenciar um grupo de estúdios de desenvolvimento recém-adquiridos, e tratar da publicação com uma variedade de outros estúdios bem conhecidos. Como parte da criação da 2K Sports, a Take-Two adquiriu da Sega os direitos sobre os jogos de esportes ESPN 2K criados pela Visual Concepts (futebol e basquete) e a Kush Games (beisebol e hóquei); quando anunciou, a Take-Two renomeou a franquia para omitir o "ESPN" do título. Então, em novembro, a Take-Two adquiriu a Firaxis por US $ 27 milhões, incluindo eventuais prémios de desempenho. Na reunião anual em 29 de março de 2007, investidores da Take-Two depuseram cinco dos seis membros do conselho.
Em fevereiro de 2007, Ryan Brant se declarou culpado de falsificar registros de negócios. Enfrentou até quatro anos de prisão e recebeu uma sentença mais leve, ao concordar em cooperar em um acordo judicial para cooperar com os promotores. As acusações tiveram origem em 2005, quando a Comissão de Valores Mobiliários dos Estados Unidos alegaram em uma ação judicial que Brant, chefe da empresa de vendas Robert Blau, e seus ex-diretores financeiros Larry Mueller e James David Jr., inflaram as receitas nos anos fiscais de 2000 e 2001. Em março de 2007, a ZelnickMedia encenou uma aquisição da empresa, juntamente com alguns dos maiores investidores da Take-Two.
Em 22 de maio de 2007, a Oasys Mobile assinou um acordo para trazer vários dos certificados de Sid Meier para o mercado móvel. Os jogos originais de Sid Meier são desenvolvidos pela empresa da Take-Two, Firaxis Games. A Oasys queria trazer esses jogos para o mercado móvel em algum momento de 2008.
Em março de 2007, a Take-Two abriu um processo contra Jack Thompson, para impedi-lo de apresentar uma queixa de perturbação da ordem pública no tribunal de Flórida como fez com Bully.
Em 8 de setembro de 2008, eles entraram em um acordo de outsourcing com a Ditan Distribuition. A Ditan assume a responsabilidade de captar, embalar, enviar e de armazenar para as empresas de edição e distribuição da Take-Two, anteriormente manipuladas pela subsidiária da Take-Two Jack of All Games. O acordo permite que a Jack of All Games venda principalmente produtos de terceiros, para se concentrar em compras, vendas e serviços para seus clientes. Em setembro de 2009, na sequência de um processo judicial, a Take-Two Interactive foi forçada a pagar $20 milhões para a liquidação da inclusão de um mini-jogo de sexo que foi incluído em Grand Theft Auto: San Andreas. Em 21 de dezembro de 2009, eles venderam a Jack of All Games para a SYNNEX Corporation. Em maio de 2007, a UFC entrou com uma ação contra a empresa sobre o jogo de vídeo que eles criaram para a organização. Em 2010, Ben Feder deixou o cargo de CEO, e foi substituído pelo presidente executivo Strauss Zelnick.
Em janeiro de 2013, ao ser dissolvida, a THQ vendeu os direitos da série de jogos de luta livre WWE para a Take-Two.
Em março de 2013, Karl Slatoff, diretor de operações da Take-Two Interactive, revelou que a empresa tem um "extenso oleoduto de títulos sem aviso prévio em desenvolvimento", juntamente com os games anunciados Grand Theft Auto V e Agent em desenvolvimento. Enquanto ele não compartilhar qualquer informação acerca do jogo, ele mencionou as franquias Red Dead, BioShock, Mafia, Borderlands, L.A. Noire e Max Payne como sendo importantes para a empresa.
Em Dezembro de 2013, o ex-editor-chefe da Marvel Bill Jemas anunciou que ele havia se juntado à Take-Two para iniciar uma "impressão fictícia gráfica".

## Tentativas de aquisição

### Electronic Arts
Em meados de fevereiro de 2008, a empresa rival Electronic Arts (EA) fez uma oferta de $25 por ação no valor de cerca de $2 bilhões para o conselho da Take-Two, posteriormente revisando para $26 por ação depois de ser rejeitado e fazer a oferta publicamente. Os rumores de uma aquisição flutuaram na Internet por várias semanas. Os estoques subiram 54% na segunda-feira, após o anúncio no domingo, fechando no preço de oferta de $26 por ação, enquanto que os preços das próprias ações da EA caíram 5%, a maior perda em mais de um ano.
De acordo com a edição da Game Informer de abril de 2008, o CEO da EA John Riccitiello disse que a EA considerou um negócio para a Take-Two na primavera anterior, no entanto o conselho de administração da Take-Two havia recusado o negócio. No entanto, a EA ainda estava perseguindo a aquisição da Take-Two, afirmando em uma carta, "Se você estiver disposto a proceder nessa base, no entanto, podemos buscar outros meios, incluindo a divulgação pública desta carta, para trazer a nossa oferta e o valor convincente que ela representa para as atenções dos acionistas da Take-Two". Mais tarde, a Take-Two divulgou um comunicado explicando por que a empresa rejeitou a oferta, "Além de subestimar elementos-chave do nosso negócio, a proposta da EA não reconhece o valor que estamos a construir através de nossos esforços de recuperação em curso, que vai revitalizar ainda mais a Take-Two".
A Take-Two aceitou discutir a oferta após o lançamento de Grand Theft Auto IV em 29 de abril de 2008. A aquisição teria terminado a principal competição da EA em videogames de esporte. A oferta expirou em 15 de maio de 2008, no entanto a EA estendeu a oferta até 16 de junho de 2008, com o mesmo preço de $25,74 por ação. A posição da Take-Two não se alterou e, em 14 de setembro de 2008, a EA anunciou que eles decidiram deixar a oferta expirar.

### Microsoft Games
Após a EA ter tentado comprar a Take-Two, foi relatada também uma oferta da Microsoft Games para adquirir o conglomerado. A Redmond estaria tentando adquirir todas suas licenças da empresa (incluindo a série BioShock, toda a 2K Games, a série Grand Theft Auto e etc). No entanto, essas informações nunca foram confirmadas e a aquisição não ocorreu. Logo depois, Shane Kim da Microsoft Games afirmou que a empresa não vai em quaisquer circunstâncias fornecer uma soma de dinheiro para adquirir a Take-Two. Os rumores foram negados oficialmente pela Microsoft que afirmou que o assunto não era tão simples, pois caso comprasse a empresa ela também iria ficar com seus problemas financeiros, não sendo necessariamente um investimento rentável. E uma vez dona da editora, ela logicamente não iria atuar em todas as plataformas no mercado, mas apenas em mídias suportadas pela Microsoft (Xbox 360 e PC), o que geraria perdas enormes.

### Activision Blizzard
Surgiram os primeiros rumores em fevereiro de 2011, depois que o site MCV 69 (especializado no ramo da indústria de jogos), a Activision Blizzard, detentora da licença de Call of Duty, Warcraft, Starcraft ou Diablo, projeto para comprar a Take-Two Interactive, atual proprietária da Rockstar Games e Irrational Games para fazer fora com licenças como Grand Theft Auto, BioShock, Civilization, Mafia e jogos da 2K Sports.
Após a separação com a Vivendi em 25 de julho de 2013, a Activision Blizzard estava tentando uma nova abordagem à Take-Two Interactive para uma possível aquisição, de acordo com um analista. O preço das ações da Take-Two subiu 4,5% em um dia, enquanto que a Activision Blizzard não havia sido perturbada pelo rumor.